# Densha Otoko
Densha Otoko (電車男?  "El Hombre del Tren") es una serie de televisión japonesa.
Inicialmente publicado como una historia de Internet, tuvo gran impacto en la sociedad japonesa. Densha Otoko ha sido ya varias veces puesta en una cantidad considerable de mangas, en junio del año 2005 fue lanzada la película, y en julio, por Fuji TV, se lanzó la serie desde el 7 de julio hasta el 22 de septiembre de ese mismo año, sin contar el episodio extra el 6 de octubre.

## Argumento
Esta la historia de un otaku llamado Yamada Tsuyoshi, quien salva a la hermosa Aoyama Saori de un hombre ebrio en el tren. Siendo los principales testigos y cómplices de Yamada los visitantes al foro Japanese mega-BBS 2channel, ellos son los que animan al hombre a llamarla e invitarla a salir después de recibir un regalo de agradecimiento de parte de Saori, aunque también hay algunos que intentan desanimarlo pero por suerte yamada no les hace caso.
Densha Otoko demuestra dos lados de muchos otakus y geeks: la dificultad de relacionarse con gente en el "Mundo Real", y en lugar de eso una gran habilidad para expresarse en los foros, chats y medios en la red. Por otro lado, muestra algunas de las mejores características: son cooperativos, comprensivos, honestos y siempre están dispuestos a ayudar.

## Personajes

### Principales

#### Tsuyoshi Yamada
Es el protagonista principal del dorama, es el típico chico "otaku" que pasa consultando un sitio web, para pedir consejos sobre como conquistar a Saori. Él es muy tímido al inicio de la serie, a menudo tartamudea al hablar con mujeres o superiores. Aunque en el inicio del dorama está dispuesto a eliminar con su lado "otaku", a través del dorama es capaz de aceptar frente a Saori que es "otaku" y se enorgullece de lo que él es.

#### Saori Aoyama
Saori es la enamorada de Yamada, después de que Yamada le hubiese rescatado de un ebrio en el tren, le envía unas tazas de té como agradecimiento. En el transcurso del dorama, ella lentamente desarrolla sentimientos hacia Yamada. Tiene gran afición por el Té Benoist. Saori no puede soportar que le mientan, en especial después que su padre le mintió a su madre en el pasado, además de estar saliendo de una reciente relación engañosa.

### Secundarios

#### Misuzu Jinkama
Es una cliente de Yamada, a menudo abusa de él y le obliga a pagar por sus alimentos. En la serie es capaz de convencer a Saori para dar otra oportunidad a Yamada. Sale con el hermano menor de Saori por un tiempo. Durante el dorama se le presenta como una rompecorazones dejando gran cantidad hombres a su paso.

#### Kazuya Sakurai
A pesar de ser un rival para Yamada (por el afecto de Saori), a menudo sin saberlo ayuda a Yamada. El suele planear intentos para atraer a Saori, pero nunca es capaz de mostrarle dicho plan. Ya que suele ser interrumpido en el último minuto. Al final del Dorama el cae por Jinkama. Sin embargo, su relación se termina en el especial de TV, cuando le confiesa a Jinakama que ha perdido su dinero.

## Banda sonora
La banda sonora de la serie fue premiada y alabada, pues cada canción había sido meticulosamente introducida en cada escena para lograr tal armonía, que parecía que estaban compuestas especialmente para dichas escenas. Se incluían temas como Mr. Roboto de Styx, la Marcha Imperial de John Williams, Fantasy de Earth Wind And Fire, Surfin' USA de los Beach Boys o las mismísimas Pretty Woman de Roy Orbison y Unchained Melody de The Righteous Brothers. Además del opening titulado  Twilight  de Electric Light Orchestra

## Episodios
|        | Nombre del episodio        | Traducción                                                                | Fecha de emisión         | Índices (Kanto) | Índices (Kansai) |
| ------ | -------------------------- | ------------------------------------------------------------------------- | ------------------------ | --------------- | ---------------- |
| Ep. 1  | 100万人が見守った恋の行方  | Un amor observado por millones de personas                                | 7 de julio de 2005       | 18.3%           | 16.7%            |
| Ep. 2  | 初デートへ向け大変身       | Estoy listo para mi primera cita. Gran transformación                     | 14 de julio de 2005      | 21.3%           | 20.0%            |
| Ep. 3  | 初デートに大ピンチ         | ¡La crisis del abrazo en la primera cita!                                 | 21 de julio de 2005      | 20.0%           | 16.1%            |
| Ep. 4  | 夏!サーフィン大特訓        | ¡Verano! Gran accidente de Surf                                           | 28 de julio de 2005      | 21.0%           | 15.4%            |
| Ep. 5  | ストーカー撃退大作戦       | Gran estrategia anti-acosadores                                           | 4 de agosto de 2005      | 18.3%           | 17.3%            |
| Ep. 6  | 告白は波乱の幕開け!        | ¡Una confesión amorosa es el principio de todos tus problemas!            | 11 de agosto de 2005     | 19.5%           | 15.3%            |
| Ep. 7  | 脱オタク!!涙の誕生日       | ¡Deshaciéndome de mi idiotez! Cumpleaños de lágrimas                      | 18 de agosto de 2005     | 21.0%           | 17.1%            |
| Ep. 8  | 復活!!涙のオタク激白       | ¡Resucitado! Rompiendo las lágrimas Otakus                                | 25 de agosto de 2005     | 19.9%           | 16.3%            |
| Ep. 9  | 最終決戦は悲劇の予感       | La batalla final y la predicción de la tragedia                           | 1 de septiembre de 2005  | 22.5%           | 20.3%            |
| Ep. 10 | 最終章!奇跡の大逆転        | ¡El capítulo final! Un milagroso cambio de sucesos                        | 15 de septiembre de 2005 | 24.1%           | 17.7%            |
| Ep. 11 | 史上最大の告白!!涙の卒業式 | ¡¡La mayor confesión de la historia!! Ejercicio de graduación de lágrimas | 22 de septiembre de 2005 | 25.5%           | 18.9%            |

## Especiales
| Nombre del episodio      | Fecha de emisión         | Índices (Kanto) | Índices (Kansai) |
| ------------------------ | ------------------------ | --------------- | ---------------- |
| Train man Vs. Guitar man | 6 de octubre de 2005     | 15.6%           | 14.9%            |
| Densha Otoko Deluxe      | 23 de septiembre de 2006 | 18.7%           | 17.7%            |